# Общественная палата Российской Федерации четвёртого состава
Обще́ственная пала́та Росси́йской Федера́ции — организация, обеспечивающая взаимодействие граждан Российской Федерации, общественных объединений с органами государственной власти и органами местного самоуправления в целях учёта потребностей и интересов граждан Российской Федерации, защиты прав и свобод граждан Российской Федерации.
В данном списке присутствует информация о членах четвёртого Состава Общественной палаты со сроком полномочий: 2012—2014 год и её деятельности в этот период.

## Законодательная база
Общественная палата была сформирована в соответствии с Федеральным законом от 4 апреля 2005 г. № 32-ФЗ «Об Общественной палате Российской Федерации». Согласно Закону, с 2012 года Общественная палата избирается каждые три года (это был первый состав ОП с трёхлетним сроком полномочий, увеличение срока полномочий, по одной из версий, было связано с увеличением срока полномочий Президента РФ) и осуществляет взаимодействие граждан с федеральными органами государственной власти, органами государственной власти субъектов Российской Федерации и органами местного самоуправления в целях учёта потребностей и интересов граждан Российской Федерации, защиты прав и свобод граждан Российской Федерации и прав общественных объединений при формировании и реализации государственной политики в целях осуществления общественного контроля за деятельностью федеральных органов исполнительной власти, органов исполнительной власти субъектов Российской Федерации и органов местного самоуправления, а также в целях содействия реализации государственной политики в области обеспечения прав человека в местах принудительного содержания.
Из-за законодательных изменений 2013 года, которые установили новый порядок формирования ОП, срок полномочий четвёртого состава был сокращен на полгода — до 1 июля 2014 года.

## Состав Общественной Палаты

### Члены Общественной палаты, утверждённые Указом Президента РФ
1. Альтшулер Б. Л. — президент региональной общественной организации содействия защите прав детей «Право ребёнка»;
2. Антонова И. А. — директор федерального государственного учреждения культуры «Государственный музей изобразительных искусств имени А. С. Пушкина»
3. Бальжиров А. А. — Санжай Лама, постоянный представитель Буддийской традиционной сангхи России в Москве;
4. Бархатов В. А. — театральный режиссёр
5. Блинкин М. Я. — научный руководитель некоммерческого партнёрства «Научно-исследовательский институт транспорта и дорожного хозяйства»
6. Бокерия Л. А. — директор учреждения Российской академии медицинских наук Научный центр сердечно-сосудистой хирургии имени А. Н. Бакулева РАМН, президент Общероссийской общественной организации «Лига здоровья нации», академик Российской академии медицинских наук
7. Борода А. М. — президент централизованной религиозной организации ортодоксального иудаизма «Федерация еврейских общин России»;
8. Бухало А. Б. — директор Инновационного проектного офиса государственного образовательного учреждения высшего профессионального образования «Белгородский государственный технологический университет имени В. Г. Шухова»
9. Велихов Е. П. — президент Российского научного центра «Курчатовский институт», академик Российской академии наук;
10. Волков С. В. — учитель русского языка и литературы государственного образовательного учреждения Центр образования N 57 «Пятьдесят седьмая школа» г. Москвы, главный редактор журнала «Литература»
11. Гуляев Н. А. — вице-президент Общероссийской общественной организации «Союз конькобежцев России»
12. Гурцкая Д. Г. — президент попечительского совета некоммерческой организации "Благотворительный фонд Дианы Гурцкой помощи незрячим и слабовидящим детям «По зову сердца»"
13. Давыдов Л. В. — председатель правления фонда развития общественных связей фонда «Петербургская политика»;
14. Данилина Н. Р. — директор автономной некоммерческой организации «Эколого-просветительский центр „Заповедники“»
15. Дворников Д. В. — председатель общественного комитета «За открытость правосудия»
16. Канделаки Т. Г. — ведущая телевизионных программ закрытого акционерного общества «Сеть телевизионных станций»;
17. Каньшин А. Н. — председатель совета директоров Национальной ассоциации объединений офицеров запаса Вооружённых Сил (МЕГАПИР)
18. Коробков-Землянский А. В. — генеральный директор закрытого акционерного общества «Медиа-агентство „Легенда“»;
19. Крашенинникова В. Ю. — генеральный директор Института внешнеполитических исследований и инициатив;
20. Крганов А. Р. — муфтий, первый заместитель председателя Центрального Духовного управления мусульман России, председатель Духовного управления мусульман Чувашской Республики
21. Кузьминов Я. И. — ректор Государственного университета — Высшей школы экономики;
22. Кучер А. В. — член Общественной палаты Республики Северная Осетия — Алания, председатель Общественной наблюдательной комиссии по общественному контролю за обеспечением прав человека в местах принудительного содержания и содействию лицам, находящимся в местах принудительного содержания
23. Леонов А. А. — лётчик-космонавт СССР
24. Лукьянова Е. А. — адвокат, профессор кафедры конституционного и муниципального права юридического факультета Московского государственного университета имени М. В. Ломоносова;
25. Милославская Д. И. — председатель совета некоммерческого партнёрства «Юристы за гражданское общество»
26. Миронов Е. В. — художественный руководитель федерального государственного учреждения культуры «Государственный театр наций»
27. Михайлов В. Г. — председатель совета всероссийского центра социально-правовой помощи ветеранам (инвалидам) войн;
28. Михайлов К. П. — координатор общественного движения «Архнадзор»
29. Мищенко М. Н. — председатель совета Общероссийского общественного движения «Россия молодая»
30. Мухетдинов Д. В. — руководитель аппарата и первый зампред Духовного управления мусульман Европейской части России
31. Некрасов С. Г. — первый заместитель председателя Федерации независимых профсоюзов России
32. Новорок Б. В. — заместитель председателя Центрального Совета Общероссийской общественной организации «Всероссийское общество охраны природы»
33. Орлов Д. И. — генеральный директор ООО «Агентство политических и экономических коммуникаций „АПЭК“»;
34. Островский М. В. — президент автономной некоммерческой организации высшего профессионального образования Центросоюза Российской Федерации «Российский университет кооперации»;
35. Петров Р. В. — председатель Российского национального комитета по биоэтике, академик Российской академии наук, Российской академии медицинских наук и Российской академии сельскохозяйственных наук
36. Потанин В. О. — президент закрытого акционерного общества «Холдинговая компания „Интеррос“», член бюро правления Российского союза промышленников и предпринимателей
37. Сванидзе Н. К. — журналист, политический обозреватель федерального государственного унитарного предприятия «Всероссийская государственная телевизионная и радиовещательная компания», заведующий кафедрой журналистики Института массмедиа государственного образовательного учреждения высшего профессионального образования «Российский государственный гуманитарный университет»
38. Свиблова О. Л. — директор государственного бюджетного учреждения культуры и образования г. Москвы «Мультимедийный комплекс актуальных искусств»
39. Семеняко Е. В. — президент Федеральной палаты адвокатов Российской Федерации;
40. Слепак В. А. — председатель редакционного совета официального периодического печатного издания «Воинское братство»;
41. Соколов Д. В. — заместитель главного редактора журнала «Русский репортёр»
42. Толстой В. И. — директор федерального государственного учреждения культуры "Государственный мемориальный и природный заповедник «Музей-усадьба Л. Н. Толстого „Ясная Поляна“»", председатель Общественной палаты Тульской области
43. Толстой П. О. — ведущий телевизионных информационно-аналитических программ открытого акционерного общества «Первый канал»
44. Фадеев В. А. — директор автономной некоммерческой организации «Институт общественного проектирования», главный редактор журнала «Эксперт»;
45. Хайруллин И. К. — председатель Общественной палаты Республики Татарстан;
46. Цветков, Антон Владимирович — председатель президиума Общероссийской общественной организации «Офицеры России»;
47. Чаплин В. А. — протоиерей, председатель Отдела Московского патриархата по взаимодействию Церкви и общества;
48. Чмыхов Г. Д. — председатель Общественной палаты Калининградской области, председатель группы компаний общества с ограниченной ответственностью «Торфо».

### Члены Общественной Палаты, избранные общероссийскими общественными объединениями
1. Абрамов С. А. — член Президиума Всероссийской общественной организации «Лига здоровья нации»;
2. Бирюков Д. В. — президент ЗАО «Издательство Семь Дней»;
3. Брюн Е. А. — президент Российской наркологической лиги;
4. Бычков В. В. — директор ООО "Выставочное объединение «Центральный дом художника» ("ВО «ЦДХ»);
5. Галочкин Д. Е. — председатель Общероссийского Профсоюза негосударственной сферы безопасности, президент Союза профсоюзов России;
6. Гербер А. Е. — президент Фонда «Холокост»;
7. Гриб В. В. — главный редактор Издательской группы «Юрист»;
8. Григорьев М. С. — директор некоммерческого Фонда исследования проблем демократии;
9. Гришин А. А. — президент Информационно-аналитического центра «Религия и общество»;
10. Гусев П. Н. — главный редактор газеты «Московский комсомолец»;
11. Дискин И. Е. — заместитель председателя Научного совета Всероссийского центра изучения общественного мнения;
12. Жарков А. Н. — член Президиума Общероссийской общественной организации «Российский Красный Крест»;
13. Зверев А. В. — член Правления общероссийского отраслевого объединения работодателей «Союз машиностроителей России»;
14. Зелькова Л. Г. — заместитель Генерального директора ОАО "ГМК «Норильский никель» по социальной политике и связям с общественностью;
15. Зятьков Н. И. — главный редактор газеты «Аргументы и факты»;
16. Ковальчук М. В. — директор ФГБУ "Национальный исследовательский центр «Курчатовский институт», директор Института кристаллографии им. А. В. Шубникова РАН;
17. Ковпак И. В. — председатель Правления Некоммерческого партнёрства «Межрегиональный Союз Строителей»;
18. Коркунов А. Н. — директор ООО «Одинцовская кондитерская фабрика»;
19. Костина О. Н. — председатель Правления Межрегиональной правозащитной общественной организации «Сопротивление»;
20. Котелевская И. В. — директор Центра мониторинга законодательства и правоприменительной практики Российского союза промышленников и предпринимателей;
21. Кучерена А. Г. — председатель некоммерческого фонда «Институт демократии и сотрудничества»;
22. Легойда В. Р. — главный редактор православного журнала «Фома»;
23. Либет А. А. — вице-президент Общероссийской общественной организации содействия решению социальных проблем «Новое общество»;
24. Марков С. А. — директор Некоммерческого партнёрства «Институт политических исследований»;
25. Могилевский Л. С. — директор ООО «Промстрой» (г.Красноярск);
26. Мохначук И. И. — председатель Российского независимого профсоюза работников угольной промышленности;
27. Орджоникидзе С. А. — председатель Российского общественного совета по международному сотрудничеству и публичной дипломатии;
28. Паскачёв А. Б. — председатель Президиума Общероссийского общественного движения «Российский конгресс народов Кавказа»;
29. Плещёва И. В. — заместитель директора по связям с общественностью СРПД «Резонанс»;
30. Пожигайло П. А. — президент Фонда изучения наследия П. А. Столыпина;
31. Попов М. В. — председатель Совета Директоров Группы компаний «Останкино»;
32. Разворотнева С. В. — первый заместитель Председателя Общероссийской общественной организации «Всероссийский Совет местного самоуправления»;
33. Рачевский Е. Л. — директор Центра образования № 548 «Царицыно» г. Москвы
34. Резник Г. М. — президент Адвокатской палаты г. Москвы
35. Ряховский С. В. — начальствующий епископ Российского объединённого Союза христиан веры евангельской (пятидесятников);
36. Самойлов В. Р. — музыкальный продюсер.
37. Сунгоркин В. Н. — генеральный директор и главный редактор ЗАО «ИД „Комсомольская правда“»;
38. Тополева-Солдунова Е. А. — директор Автономной некоммерческой организации «Агентство социальной информации»;
39. Фёдоров Г. В. — Президент Центра социальных и политических исследований («Аспект»);
40. Шувалова Л. В. — генеральный директор Центра социально-консервативной политики;
41. Ющук Н. Д. — Президент Московского государственного медико-стоматологического университета;
42. Якеменко, Борис Григорьевич — преподаватель ГОУ ВПО «Российский университет дружбы народов».

### Члены Общественной Палаты, избранные межрегиональными и региональными общественными объединениями
1. Абакумов С. А. — президент Национального Гражданского Комитета по взаимодействию с правоохранительными, законодательными и судебными органами;
2. Албакова Ф. Ю. — профессор Московского государственного университета им. М. В. Ломоносова;
3. Арбузов А. Н. — член региональной общественной молодёжной организации Республики Хакасия «Эдельвейс»;
4. Белозёров В. Л. — председатель МОО «Дорожная территориальная организация „Роспрофжел“ на Октябрьской железной дороге (ОАО „РЖД“)»;
5. Васильев В. И. — заместитель директора Красноярского государственного бюджетного образовательного учреждения «Институт муниципального развития»;
6. Гамзатов Г. М. — генеральный директор ОАО «Межрегиональная энергетическая компания»;
7. Дайхес Н. А. — директор Федерального государственного научно-клинического центра оториноларингологии;
8. Дементьев А. Д. — политический обозреватель ВГТРК «Радио России»;
9. Духанина Л. Н. — директор Центра образования «Наследник»;
10. Дьякова Е. Г. — ведущий научный сотрудник Института философии и права Уральского отделения РАН;
11. Заболотский В. В. — председатель Правления Ханты-Мансийской региональной организации Общероссийской общественной организации «Российский Союз ветеранов Афганистана»;
12. Зимин А. В. — председатель Федерации профсоюзов Камчатки;
13. мтп. Игнатий — глава Приамурской митрополии, правящий архиерей Хабаровской епархии (Московский Патриархат);
14. Иншаков О. В. — ректор ФГБОУ ВПО «Волгоградский государственный университет»
15. Каннабих М. В. — председатель Президиума Общероссийской общественной организации «Совет общественных наблюдательных комиссий»;
16. Кичикова Л. Н. — генеральный директор фармацевтической компании ООО «Асторат-Элиста»;
17. Клочай В. В. — президент ОАО «Русполимет»;
18. Курбатов В. Я. — секретарь правления Союза писателей России;
19. Лагкуев В. М. — генеральный директор ОАО «Интурист-Осетия»;
20. Милованова О. В. — управляющая делами Тюменского областного отделения Всероссийской общественной организации ветеранов «Боевое братство»
21. Минакова Е. С. — генеральный директор ООО «Мясо и мясопродукты (МиМП)»;
22. мтп. Никон — правящий архиерей Уфимской и Стерлитамакской епархии (Московский Патриархат);
23. Окорокова Г. П. — ректор ЧОУ ВПО «Курский институт менеджмента, экономики и бизнеса»;
24. Поличка Н. П. — директор некоммерческого партнёрства «Дальневосточный научный центр местного самоуправления»;
25. Порханов В. А. — главный врач ГБУЗ «Краевая клиническая больница № 1 им. профессора С. В. Очаповского Департамента здравоохранения Краснодарского края»
26. Пшихачев Ш. А. — президент Религиозной организации «Международная исламская миссия»;
27. Роднянский В. Л. — руководитель физического воспитания молодёжи Региональной общественной организации «Федерация Воркаута Московской области»;
28. Руднов О. К. — генеральный директор ООО «Волна»;
29. Рудов С. Ю. — председатель Совета директоров ОАО «Межотраслевой вексельный дом топливно-энергетического комплекса»
30. Симак С. В. — проректор ГОУ ВПО «Самарская государственная областная академия»;
31. Соколов А. В. — председатель клуба «Многонациональная Россия»;
32. Суляндзига П. В. — редактор журнала «Мир коренных народов — Живая Арктика»;
33. Тлисов А. Б. — руководитель Карачаево-Черкесской республиканской общественной молодёжной организации «Интеллектуально-творческое общество молодёжи»;
34. Трубников В. М. — секретарь Федерации Независимыз Профсоюзов России;
35. Фетисов Г. Г. — председатель ГНИУ «Совет по изучению производительных сил»;
36. Фронин В. А. — главный редактор ФГБУ «Редакция „Российской газеты“»;
37. Церетели З. К. — президент Российской академии художеств;
38. Чугуева И. Г. — заместитель председателя Правления Хабаровского краевого общественного движения «Мемориал»;
39. Шагиев В. Р. — генеральный директор ООО "Управляющая компания «Медиа-центр»;
40. Шафиев Ф. Ф. — глава Духовного управления мусульман Республики Мордовия;
41. Шолохов А. М. — директор ФГБУК "Государственный музей-заповедник М. А. Шолохова;
42. Шпектор И. Л. — президент Союза городов Заполярья и Крайнего Севера России.

## Деятельность и оценка
Летом 2013 года Общественная палата резко выступила против законопроекта Правительства РФ, предполагавшего существенное усиление государственного контроля за НКО, оценив его как преждевременный и, потенциально, парализующий работу некоммерческих организаций.

## Комиссии Общественной Палаты
В Общественную палату четвёртого состава входили 15 комиссий Архивная копия от 7 августа 2020 на Wayback Machine, в каждой из которых состояло до 8 членов палаты и которая занималась определённой сферой общественной жизни:
- Комиссия по развитию гражданского общества и взаимодействию с общественными палатами субъектов Российской Федерации
- Комиссия по социальной политике, трудовым отношениям и качеству жизни граждан
- Комиссия по проблемам безопасности граждан и взаимодействию с системой судебно-правоохранительных органов
- Комиссия по поддержке средств массовой информации как основы гражданского общества, обеспечению свободы слова и доступа к информации
- Комиссия по межнациональным отношениям и свободе совести
- Комиссия по экономическому развитию и предпринимательству
- Комиссия по здоровью нации, развитию спорта и туризма
- Комиссия по контролю за реформой и модернизацией системы здравоохранения и демографии
- Комиссия по развитию образования
- Комиссия по культуре и сохранению историко-культурного наследия
- Комиссия по региональному развитию и федеративным отношениям
- Комиссия по местному самоуправлению и жилищно-коммунальной политике
- Комиссия по проблемам национальной безопасности и социально-экономическим условиям жизни военнослужащих, членов их семей и ветеранов
- Комиссия по развитию благотворительности и волонтёрства
- Комиссия по науке и инновациям

## Совет Общественной Палаты
В состав Совета Общественной палаты Архивная копия от 17 июля 2020 на Wayback Machine входили председатели комиссий палаты, а также секретарь Архивная копия от 19 мая 2012 на Wayback Machine палаты, которым был утверждён Евгений Велихов и его заместители, которыми был утверждены В.Гриб и М.Островский.

## Аппарат палаты
Аппарат Общественной палаты, в соответствии с законом, обеспечивал деятельность палаты и работал под общим руководством её секретаря.